# Prentis Hancock
Prentis Hancock (ur. 14 maja 1942 w Glasgow, zm. 30 maja 2025) – brytyjski aktor telewizyjny i filmowy, najlepiej znany jako Paul Morrow, zastępca komandora Koeniga (w tej roli Martin Landau), główny kontroler lotów w serialu science fiction RAI/ITV Kosmos 1999 (1975-76).

## Wybrana filmografia

### Filmy fabularne
- 1971: 48 godzin (When Eight Bells Toll) jako Agent
- 1978: 39 kroków (The Thirty-Nine Steps) jako Perryman
- 1984: Kim (TV) jako Grogan
- 1985: Hitlerowskie SS: Portret zła (Hitler's S.S.: Portrait in Evil, TV) jako Karl Tessler
- 1986: Obrona królestwa (Defence of the Realm) jako Frank Longman
- 1990: Jekyll i Hyde (Jekyll & Hyde, TV) jako Vendor / Detektyw

### Seriale TV
- 1970: Doktor Who jako dziennikarz
- 1971: Ostatni Mohikanin (The Last of the Mohicans) jako porucznik Grant
- 1972-73: Spy Trap jako porucznik Saunders
- 1973: Doktor Who jako Vaber
- 1975: Doktor Who jako Salamar
- 1975-76: Kosmos 1999 (Space: 1999) jako Paul Morrow
- 1976: Rewolwer i melonik (The New Avengers)[5] jako Bart
- 1978: Doktor Who jako Kapitan
- 1979: Powrót Świętego (Return of the Saint) jako Vic
- 1979: Secret Army jako Jacot
- 1985: Bulman jako Tober McSweeney
- 1989: Bergerac jako Arthur Medley
- 1989: Bill (The Bill) jako David Ince
- 2014: Outlander jako Wujek Lamb